# Джібрін Абдул
Джібрін Абдул (Djibrine Abdoul) — чадський дипломат. Надзвичайний і Повноважний Посол Чаду в Україні за сумісництвом.

## Життєпис
Закінчив Університет Орлеана, юридичний факультет та Інститут міжнародних відносин Камеруну.
З 2006 року на дипломатичній службі. Директор з міжнародних економічних відносин МЗС Чаду, радник посольства Чаду в Триполі, генеральний секретар Міністерства закордонних справ Чаду. 
У 2009—2015 рр. — Надзвичайний і Повноважний Посол Республіки Чад в Російській Федерації, за сумісництвом в Україні, Болгарії, Польщі, Чехії та Угорщині.
Дипломатичний радник президента Чаду, генеральний директор державного протоколу Чаду.